# Razza bovina Piemontese
La Piemontese è una razza bovina autoctona del Piemonte originariamente a triplice attitudine. Viene utilizzata oggi principalmente per la carne, in particolare per la presenza di una iperplasia muscolare della coscia (detta fassone o doppia coscia), e rappresenta tuttora un elemento caratterizzante del territorio piemontese.

## Storia
Esistono molte teorie riguardo all'origine di questa razza, tutte concordanti sul fatto che si tratti di una razza di antica origine. Basandosi su somiglianze morfologiche e testimonianze archeologiche, il professor Silvano Maletto (Università degli Studi di Torino) ipotizzò in un bovino pleistocenico di tipo Aurochs uno dei progenitori della razza Piemontese. In seguito, in un periodo compreso fra il paleolitico medio e superiore (25.000-30.000 anni fa), una grande migrazione di Zebù originari del subcontinente indiano portò all'incrocio delle due popolazioni. Gli allevamenti di razza piemontese sono fatti risalire alla fine del 1800, periodo nel quale si consolidò anche la distinzione in due categorie, cioè:
1. Ordinaria collinare, destinata in prevalenza all'impiego in attività lavorative e alla produzione di latte per l'allevamento dei vitelli; essa era allevata nelle Langhe, nelle zone collinari di Chieri, Moncalieri, Santena e nel Canavese.
2. Scelta di pianura, dotata di caratteristiche simili alla precedente. Per la pregevolezza della carne il suo allevamento era finalizzato alla produzione di latte e alla macellazione; è diffusa soprattutto nelle pianure alla destra del fiume Po.

Si può distinguere una terza categoria: la coscia doppia, anche detta groppa di cavallo, più frequentemente fassone: è dotata di muscolatura di coscia e natica a profilo ipertrofico, marcatamente convesso, che viene tenuto in particolare considerazione nei programmi di miglioramento genetico della razza.
Ad oggi la razza piemontese è allevata per lo più nelle Province di Asti, Cuneo e Torino. È ora utilizzata principalmente come razza specializzata da carne ad alta resa di macellazione e alte percentuali di tagli di prima categoria. Il lavoro che in passato forniva è stato sostituito dalla meccanizzazione agraria, mentre per la produzione specializzata del latte vengono utilizzate razze bovine specializzate in tal senso. Rispetto ad altre razze da carne la produzione di latte è comunque maggiore e spesso, una volta coperte le necessità del vitello, all'allevatore rimane un surplus che viene in genere destinato alla produzione dei formaggi tipici della regione quali toma, Castelmagno o Raschera.
La storia e le caratteristiche del fassone sono raccontate all'interno della Casa-Museo "Casa della Piemontese" che sorge a Carrù nei pressi dell'Anaborapi, Associazione Nazionale Allevatori Bovini di razza Piemontese.
Oltre che in Piemonte questa razza bovina è allevata anche in altre regioni italiane e all'estero. In Italia nel 2017 era la terza razza bovina più allevata, dopo la Frisona e la Bruna Alpina. Essendo queste ultime razze da latte la Piemontese risulta quindi la razza più allevata tra i bovini da carne. Negli anni Ottanta del Novecento in Canada partendo da bovini provenienti dal Piemonte è stata ricavata una razza bovina locale oggi nota come North American Piedmontese,  il cui miglioramento genetico viene curato dalla Canadian Piedmontese Association / Société Canadienne Piedmontese, e che si è in seguito diffusa anche negli Stati Uniti d'America.

## Caratteristiche

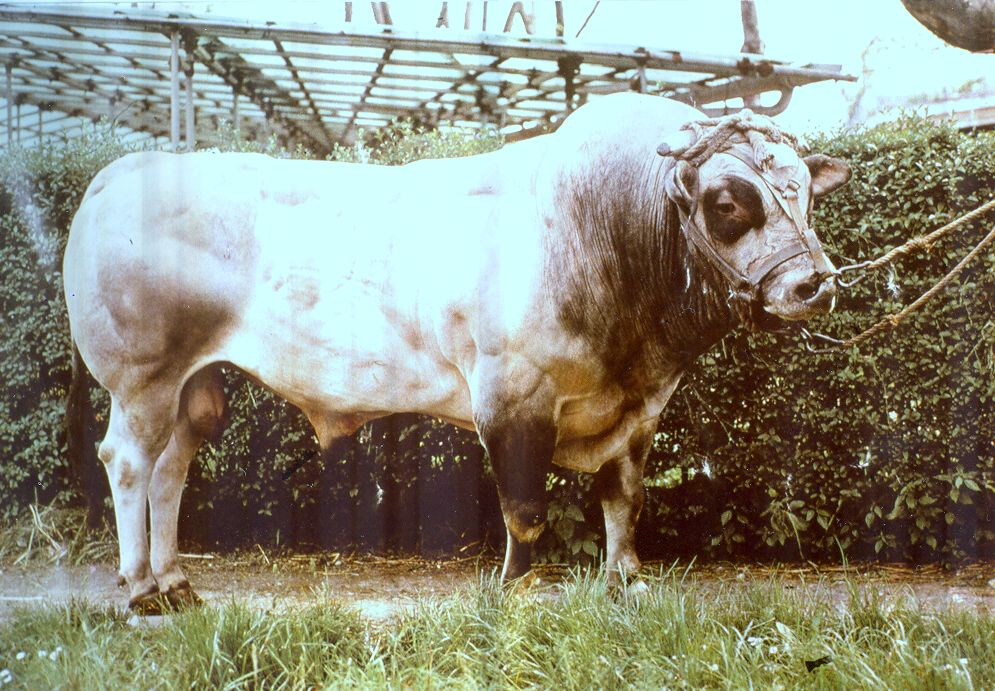
Un toro di razza piemontese

Il mantello dei bovini di razza piemontese alla nascita è fromentino carico e si schiarisce con la crescita dell'animale. Nei tori si notano sfumature scure intorno a collo ed arti. La testa è ampia e quadrata con corna medie, il collo corto e possente, il torace ampio e la groppa e le zone lombari sono larghe. Gli arti sono solidi e di medio sviluppo.
Altri tratti distintivi:
- muscoli della coscia molto accentuati
- pelle fine ed elastica
- ridotto diametro delle ossa e grasso sottocutaneo, il che consente un'ottima resa alla macellazione (che si attesta attorno al 67-68% e può raggiungere anche il 72%) e un'alta incidenza di tagli pregiati ottenibili. 

### L'ipertrofia muscolare
La caratteristica peculiare della Piemontese è la presenza del carattere dell'ipertrofia muscolare o groppa doppia, dovuta ad una mutazione del gene che codifica la miostatina, una proteina che limita la crescita muscolare. Si manifesta con un maggiore accrescimento muscolare (spalla, groppa e coscia), dovuta all'aumento del numero delle fibre e non al loro diametro.  Verso la fine del XIX secolo è documentata in Piemonte l'individuazione di questa mutazione genetica. Gli animali che ne erano portatori venivano identificati in vario modo: in piemontese con i termini dla fasson (da cui il termine fassone) o dla cheussa (della coscia), in italiano a groppa doppia o con iperplasia muscolare congenita. Tali esemplari vennero inizialmente considerati come patologici, e quindi visti con diffidenza, ma in seguito gli allevatori impararono ad apprezzarne le positive caratteristiche zootecniche e i consumatori quelle organolettiche. Dagli anni '70 tutti i tori utilizzati per la riproduzione della razza piemontese sono omozigoti per tale carattere, prassi che ha quasi portato alla fissazione del carattere nella razza.

## Gastronomia
La carne di questa razza di bovino è tenera e magra e certamente rinomata. Viene tradizionalmente utilizzata nei piatti della cucina langarola come la carne cruda all'albese, il vitello tonnato, il bollito misto o il brasato al barolo (o nella variante al Barbera).
Attualmente il Bovino Piemontese è riconosciuto come P.A.T.; il territorio di produzione si estende a tutta la Regione Piemonte.